# Lomonossovski
Lomonossovski (en russe : Муниципальный округ Ломоносовский) est un district municipal de la ville de Moscou, dépendant administrativement du district administratif sud-ouest.

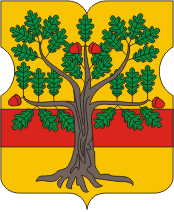
Armes du district
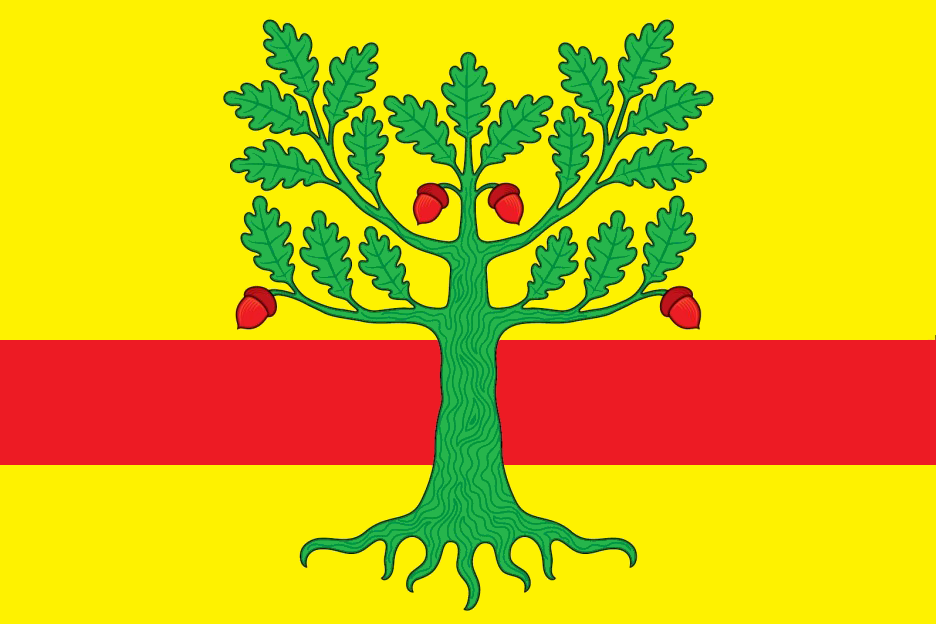
Drapeau du district

## Histoire
Dans cette zone se trouvait le village de Semionovskoïe qui en 1935 était à la limite de la ville de Moscou, avant d'y être intégré en 1940 (selon d'autres sources en 1958).
 
Dans les années 1950, elle avait lancé un vaste programme de construction de grands ensembles immobiliers plus modernes. En 1960, avec l'extension des limites de la ville jusqu'au MKAD, la zone est incluse dans le district de Léninski et Oktiabrski.
Les limites actuelles du quartier sont définis par la réforme administrative de 1991